# Conotrachelus adaequatus
Conotrachelus adaequatus – gatunek chrząszcza z rodziny ryjkowcowatych.

## Zasięg występowania
Ameryka Południowa, notowany w Brazylii i Kolumbii.

## Budowa ciała
Pokrywy w przedniej części znacznie szersze od przedplecza.
Ubarwienie ciała czarne z pomarańczowymi i białymi plamkami, w tym dwiema większymi przy przedniej krawędzi pokryw.